# European Boxing Confederation
La European Boxing Confederation (EUBC) è un'associazione sportiva attiva nel campo del pugilato dilettantistico, che governa le attività a livello Europeo. La EUBC è uno dei membri della AIBA, che governa il pugilato dilettantistico a livello mondiale.

## Storia
La EUBC è nata il 16 febbraio 2009, sostituendo la European Amateur Boxing Association (EABA).
Il 29 ottobre 2007 il Comitato Esecutivo della EABA ha destituito l'ex-presidente Eduard Khusainov (Russia), osteggiato dal presidente dell'AIBA Ching-Kuo Wu nel corso di una riunione straordinaria del Comitato Esecutivo tenutasi a Chicago. Quattordici voti a favore e uno contrario hanno decretato la destituzione di Khusainov dopo che la Federazione Pugilistica Russa aveva notificato alla AIBA e alla EABA il ritiro del proprio supporto nei suoi confronti.

## Tornei
Ricadono sotto l'organizzazione EUBC tutti i principali tornei di pugilato dilettantistico organizzati nei confini continentali:
- Campionati europei di pugilato dilettanti

## Organizzazione
La sede principale si trova presso la Maison du Sport International a Losanna (Svizzera).

### Esecutivo
Il Comitato Esecutivo si compone di un presidente, un vicepresidente e sedici altri membri del comitato.

#### Comitato Esecutivo attuale
- Presidente: Humbert Furgoni -  Francia
- Vice Presidente: Evgeny Murov -  Russia[3]
- Membro del Comitato per l'Italia: Franco Falcinelli -  Italia

## Membri
La EUBC raggruppa le associazioni di pugilato dei seguenti paesi:
- Albania
- Andorra
- Armenia
- Austria
- Azerbaijan
- Belgio
- Bielorussia
- Bosnia ed Erzegovina
- Bulgaria
- Cipro
- Croazia
- Danimarca
- Estonia
- Finlandia
- Francia
- Galles
- Georgia

- Germania
- Grecia
- Inghilterra
- Irlanda
- Islanda
- Israele
- Italia
- Lettonia
- Lituania
- Lussemburgo
- Macedonia
- Malta
- Moldavia
- Monaco
- Montenegro
- Norvegia
- Paesi Bassi

- Polonia
- Portogallo
- Repubblica Ceca
- Romania
- Russia
- San Marino
- Scozia
- Serbia
- Slovacchia
- Slovenia
- Spagna
- Svezia
- Svizzera
- Turchia
- Ucraina
- Ungheria